# Лендгроув (Вермонт)
Лендгроув (англ. Landgrove) — місто (англ. town) в США, в окрузі Беннінґтон штату Вермонт. Населення — 177 осіб (2020).

## Демографія
Згідно з переписом 2010 року, у місті мешкало 158 осіб у 74 домогосподарствах у складі 48 родин. Було 164 помешкання
Расовий склад населення:
| - 98,7 % — білих |

До двох чи більше рас належало 1,3 %. Частка іспаномовних становила 0,6 % від усіх жителів.
За віковим діапазоном населення розподілялося таким чином: 19,0 % — особи молодші 18 років, 51,3 % — особи у віці 18—64 років, 29,7 % — особи у віці 65 років та старші. Медіана віку мешканця становила 53,5 року. На 100 осіб жіночої статі у місті припадало 85,9 чоловіків;  на 100 жінок у віці від 18 років та старших — 88,2 чоловіків також старших 18 років.
Середній дохід на одне домашнє господарство  становив 109 504 долари США (медіана — 86 750), а середній дохід на одну сім'ю — 125 383 долари (медіана — 94 250). Медіана доходів становила 74 000 доларів для чоловіків та 32 500 доларів для жінок. За межею бідності перебувало 3,7 % осіб, у тому числі 0,0 % дітей у віці до 18 років та 4,3 % осіб у віці 65 років та старших.
Цивільне працевлаштоване населення становило 50 осіб. Основні галузі зайнятості: освіта, охорона здоров'я та соціальна допомога — 34,0 %, науковці, спеціалісти, менеджери — 18,0 %, публічна адміністрація — 10,0 %, виробництво — 10,0 %.